# مقاطعة إيبيريا (لويزيانا)
مقاطعة إيبيريا (بالإنجليزية: Iberia Parish, Louisiana)‏ هي إحدى مقاطعات ولاية لويزيانا في الولايات المتحدة. تأسست سنة 1868، وتبلغ مساحتها 2670 كم2، بلغ عدد سكانها 73240 نسمة في عام 2010 حسب إحصاء مكتب تعداد الولايات المتحدة .

## وصلات خارجية
- United States Counties